# Why me? – Warum gerade ich?
Why me? – Warum gerade ich? ist eine US-amerikanische Kriminalkomödie aus dem Jahr 1990. Die Literaturverfilmung basiert auf den gleichnamigen Roman Why Me? von Donald E. Westlake und ist auch unter dem Titel Die Jagd nach dem Teufelsrubin bekannt.

## Handlung
Der Rubin mit dem Namen Byzantinisches Feuer wird von dem Gauner Gus und seinem Gehilfen und Schwiegervater Bruno gestohlen. Unglücklicherweise wird der Rubin von den Armeniern genauso wie von den Türken als heilig angesehen, und so befinden sich Gus, seine Frau June und Bruno plötzlich auf der Flucht vor der CIA, armenischen Terroristen, türkischer Regierung, Gangstern und der Polizei.

## Kritik
„Durch viele Gags und witzige Dialoge unterhaltsame Gaunerkomödie, die aber häufig auch auf nervigen, teilweise wirren Klamauk setzt.“

## Hintergrund
Der Film startete am 20. April 1990 in den US-Kinos und konnte lediglich etwas mehr als 80.000 US-Dollar wieder einspielen. In Deutschland startete der Film am 8. Februar 1990 und ist seit dem 28. Mai 1990 auf VHS erhältlich.